# Symphypleona
| Symphypleona                                                           | Symphypleona |
| ---------------------------------------------------------------------- | ------------ |
|                                                                        |              |
|                                                                        |              |
| Classificação científica                                               |              |
| Dominío:                                                               | Eucariontes  |
| Reino:                                                                 | Animalia     |
| Filo:                                                                  | Artrópodes   |
| Classe:                                                                | Collembola   |
| Ordem:                                                                 | Symphypleona |
|                                                                        |              |
| Superfamilia                                                           |              |
| Dicyrtomoidea Katiannoidea Sminthuroidea Sminthurididoidea Sturmioidea |              |
| Sinônimos                                                              |              |
| Neopleona                                                              |              |

A ordem Symphypleona, também conhecida como colêmbolos globulares, é um dos três principais grupos de colêmbolos (Collembola), pequenos hexápodes relacionados aos insetos . Quando os colêmbolos ainda eram considerados uma ordem de insetos, os Symphypleona eram classificados como uma subordem .
Eles podem ser melhor diferenciados dos outros grupos de colêmbolos pelo formato do corpo. Os Colêmbolos globulares são animais muito redondos, quase esféricos, e geralmente possuem antenas longas. Os Poduromorpha, por outro lado, sempre têm pernas curtas e um corpo rechonchudo, mas de formato mais oval que os Symphypleona. Os Entomobryomorpha são os colêmbolos mais esguios, alguns com pernas e antenas longas e outros curtas, mas sempre com um corpo muito esguio.

## Sistemática
A ordem Symphypleona foi anteriormente sugerida como contendo também a família Neelidae, como um parente muito apomórfico na superfamília Sminthuridae .  Estudos filogenéticos, no entanto, sugerem que Neelidae é a única família da ordem Neelipleona .    

### Famílias

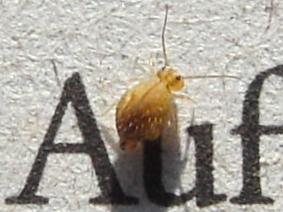
Sminthurus nigromaculatus Sminthuridae

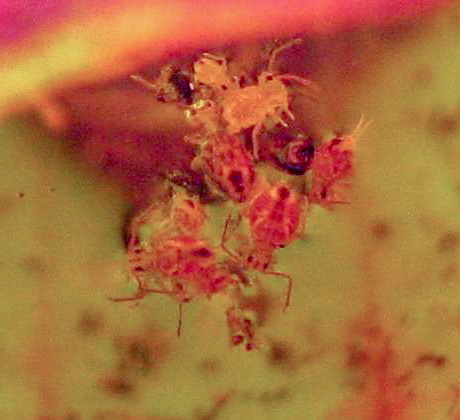
Dicyrtomina minuta dentro de uma planta carnívora

A seguir está uma lista das famílias dentro de Symphypleona, agrupadas por superfamília. Inclui famílias extintas conhecidas apenas por restos fósseis .
- Superfamília Sminthuridoidea

- Família Mackenziellidae
- Família Sminthurididae

- Superfamília Katiannoidea

- Família Katiannidae
- Família Spinothecidae
- Família Arrhopalitidae
- Família Collophoridae

- Superfamília Sturmioidea

- Família Sturmiidae

- Superfamília Sminthuroidea

- Família Sminthuridae
- Família Bourletiellidae

- Superfamília Dicyrtomoidea

- Família Dicyrtomidae

## Links externos
- Media relacionados com Symphypleona no Wikimedia Commons